# Hexacarbonila de molibdênio
Hexacarbonila de molibdênio é um composto inorgânico de fórmula química Mo(CO)6.  Este sólido incolor, como os análogos de crómio e tungsténio, é notável como um derivado volátil.